# Zishi, Guangdong
Zishi är en köping i sydöstra Kina. Den ligger i Longchuan härad i staden Heyuan i provinsen Guangdong,  omkring 230 kilometer nordost om provinshuvudstaden Guangzhou. Antalet invånare är 17 509. Befolkningen består av 8 876 kvinnor och 8 633 män. Barn under 15 år utgör 27,0 %, vuxna 15-64 år 59 % och äldre över 65 år 13,0 %.